# متس هوملس
متس یولیان هوملس (آلمانی: Mats Julian Hummels؛ زادهٔ ۱۶ دسامبر ۱۹۸۸) بازیکن فوتبال اهل آلمان است که برای باشگاه رم بازی می‌کند.
او محصول آکادمی باشگاه بایرن مونیخ است و در ژانویهٔ سال ۲۰۰۸ به‌طور قرضی راهی بروسیا دورتموند شد و در فوریه سال ۲۰۰۹ قرارداد خود را به ارزش ۴ میلیون یورو با این باشگاه قطعی کرد.
او اولین بازی رسمی خود در بوندسلیگا را در تاریخ ۲۷ می ۲۰۰۷ برای بایرن مونیخ و در برابر تیم باشگاه فوتبال ماینتس انجام داد. او در تابستان سال ۲۰۱۶ پس از درخشش در باشگاه فوتبال بروسیا دورتموند به بایرن مونیخ بازگشت و پس از ۳ سال حضور موفق در این تیم دوباره در ژوئن سال ۲۰۱۹ با قراردادی به ارزش ۳۲ میلیون یورو به بروسیا دورتموند پیوست. متس هوملس بازیکن راست پاییست که علاقهٔ فراوانی به شرکت در خط حمله دارد و ضد حملات تیم خود را با پاس‌های عمقی چشم‌نواز خود طراحی می‌کند. او همچنین توانایی بازی در پست هافبک دفاعی را نیز دارد و در تیم زیر جوانان آلمان در این پست به بازی گرفته می‌شد. سبک بازی هوملس بسیار شبیه با بازی فرانس بکن باوئر است و به همین دلیل طرفداران به او لقب قیصر جدید فوتبال آلمان نیز داده‌اند.او در سال ۲۰۲۵ در بازی لچه و آ.اس.رم با چشمانی اشک آلود کفش هایش را آویخت و اعلام بازنشستگی کرد

## زندگی شخصی
پدر وی، هرمان هوملس، فوتبالیست و سرمربی سابق بوده‌است. وی برادر کوچکتر به نام جوناس دارد که به دلیل مصدومیت‌های پی در پی به مجبور بازنشسته شد. وی پس از ۲ سال رابطه با کتی فیشر سرانجام در سال ۲۰۱۵ ازدواج کردند. فرزند اول آن‌ها که دختر است در سال ۲۰۱۸ به دنیا آمد.

## افتخارات
بروسیا دورتموند
- بوندس‌لیگا: ۱۱–۲۰۱۰, ۱۲–۲۰۱۱
- جام حذفی فوتبال آلمان: ۱۲–۲۰۱۱, ۲۱–۲۰۲۰
- سوپر جام فوتبال آلمان: ۲۰۱۳
- لیگ قهرمانان اروپا نایب قهرمان: لیگ قهرمانان اروپا ۱۳–۲۰۱۲, لیگ قهرمانان اروپا ۲۴–۲۰۲۳

بایرن مونیخ
- بوندس لیگا: ۱۷–۲۰۱۶, ۱۸–۲۰۱۷, ۱۹–۲۰۱۸
- جام حذفی فوتبال آلمان: ۱۹–۲۰۱۸
- سوپر جام فوتبال آلمان: ۲۰۱۶, ۲۰۱۷, ۲۰۱۸

زیر ۲۱ سال آلمان
- جام ملت‌های اروپا زیر ۲۱ سال: ۲۰۰۹[۴]

آلمان
- جام جهانی فوتبال: ۲۰۱۴[۵]